# Amigo en el baño
" Amigo en el baño" es una canción de pop latino escrita por Kany García para su primer álbum de estudio Cualquier Día . Fue lanzado como tercer sencillo del álbum a principios de 2008. La canción se ha convertido en la canción insignia de Kany. La canción se ha convertido en la segunda canción de Kany en aparecer en Billboard Hot Latin Songs. La canción fue posteriormente versionada por la artista dominicana de merengue Juliana O'Neal en versión merengue.

## Composición e inspiración
"Amigo en el Baño" es una canción escrita por Kany García. La letra fue escrita para una tarea de clase de música pero luego se publicó en el álbum debut de Kany "Cualquier Día" .  La canción ha sido etiquetada como " tabú " por su letra. Billboard.com dice sobre la canción: "Los repentinos estallidos de ira de García son una dosis de diversión atrevida, especialmente en" Amigo en el Baño ", con tintes country, una melodía oscuramente divertida sobre un vibrador". Según Kany, la canción trata sobre una mujer que encuentra la felicidad después de ser abandonada por un hombre. Es el primer sencillo que contiene elementos de la música country/rock. 

## Video musical

### Vídeo original
El video musical fue filmado en un baño. El video comienza con Kany en el baño cantando y coqueteando frente al espejo. Más adelante, escenas muestran a Kany cantando y luego aparece ella con su banda interpretando la canción. Al final del vídeo musical aparecen diferentes chicas cantando la letra de " Con mi Amigo en el Baño ". Las palabras "Por Que?, No lo Pierdas y Valio la Pena", estaban escritas en el espejo, como si Kany las hubiera escrito por el calor del baño.
El video musical fue filmado en Puerto Rico y fue dirigido por Pedro Juan Hernández. En palabras de Kany, quería mantener el vídeo PG porque sabe que aunque la canción es muy "arriesgada", todavía tiene fans jóvenes que podrían estar viéndola. El video musical se estrenó en No Te Duermas, un programa de televisión nocturno de Puerto Rico .
El vídeo musical se ha convertido en el segundo vídeo musical de Kany que se reproduce en MTV Tr3s, Mun2, Univision y hTV. No sólo el vídeo se ha hecho famoso sino que se ha convertido en el favorito de los fans, especialmente entre las mujeres.

### Versión animada
Un video musical animado de "Amigo en el Baño" fue lanzado a través de YouTube y posteriormente a través de iTunes . El video muestra a Kany animada encontrando a su novio con otra mujer en la cama. Luego va a una tienda y compra un vibrador que cobra vida. El vibrador se mete en un ring de pelea con el ex de Kany y pelea con él. Posteriormente tanto Kany como el vibrador salen a comer, luego bailan juntos y luego regresan a casa donde ella se enfrenta a su exnovio. El vídeo termina con la animada Kany dando a luz a pequeños 'vibradores'. El video musical fue el primer video de Kany en aparecer en iTunes Top 100 Latino Music Videos, donde se encuentra actualmente. en el n.° 39. El vídeo musical ha sido visto por más de 5 millones en YouTube. El vídeo tiene una etiqueta explícita.

## Versiones
- La artista dominicana de merengue Juliana grabó la canción en versión merengue y la usó en su álbum. La canción encabezó las listas de merengue en República Dominicana .
- El salsero Víctor Manuelle cantó la canción en muchos de sus conciertos.

## Controversia
La canción ha sido elogiada por los fans y algunos críticos, pero no todos. La canción ha recibido mucha difusión en República Dominicana, donde ha sido solicitada más de 20 veces por día, principalmente por mujeres. El director de Espacio FM, 96.9 FM, emisora de radio de Santo Domingo escribe "Dejar que las mujeres sean las que más escuchan música "Mi Amigo en el baño" se ha convertido en un éxito, pero no crean que no lo ha hecho. Ha habido reacciones contrarias. Hay hombres que han llamado y se han quejado y han pedido que si dejan de tocar la canción yo diría que eso no es fuerte, es una realidad que todos sabemos, lo que pasa es que se cuenta de una manera. canción, pero hay cosas que en empresas como la nuestra todavía se conservan", sostiene César Rosario, director de Espacio FM. "Mi Amigo en el baño" llegó a la programación de las emisoras por iniciativa de los propios comentaristas que vieron la posibilidad de conquistar al público con la misma, debido al polémico contenido de la letra. "Esta controversia ha llevado a la gente a encontrar la solución para eliminar la canción de las ondas, pero no todos los fans están contentos. 

## Lista de canciones
1. "Amigo en el baño": 3:26 (versión álbum)

## Rendimiento del gráfico
La canción se convirtió en la segunda canción de Kany en ingresar a Billboard Latin Songs en el puesto 44. La canción ha alcanzado hasta el momento el puesto 22 en Billboard Latin Pop Airplay. La canción se convirtió en un éxito instantáneo en las radios de República Dominicana, donde alcanzó el puesto número 1 y permaneció allí durante 5 semanas consecutivas. También ocupó el puesto número 1 en el país de Costa Rica durante varias semanas.

## Listas
| Singles - (en todo el mundo) | Singles - (en todo el mundo)   | Singles - (en todo el mundo) |
| Año                          | Lista                          | Posición                     |
| ---------------------------- | ------------------------------ | ---------------------------- |
| 2008                         | US Billboard Hot Latin Songs   | 44                           |
| 2008                         | US Billboard Latin Pop Airplay | 22                           |